# Shahrara
Shahrara est un quartier de Téhéran, en Iran.